# Corallimorphidae
Corallimorphidae är en familj av koralldjur. Corallimorphidae ingår i ordningen skivanemoner, klassen Anthozoa, fylumet nässeldjur och riket djur. Enligt Catalogue of Life omfattar familjen Corallimorphidae 32 arter. 
Kladogram enligt Catalogue of Life:
| Corallimorphidae | \| \| Corallimorphus \| \| \| \| \| \| Corynactis \| \| \| \| \| \| Pseudocorynactis \| \| \| \| \| \| Rhodactis \| \| \| \| |
|                  | \| \| Corallimorphus \| \| \| \| \| \| Corynactis \| \| \| \| \| \| Pseudocorynactis \| \| \| \| \| \| Rhodactis \| \| \| \| |
|                  | Discosomatidae |
|                  | |
|                  | Ricordiidae |
|                  | |
|                  | Sideractiidae |
|                  | |
|                  | Corallimorphus |
|                  | |
|                  | Corynactis |
|                  | |
|                  | Pseudocorynactis |
|                  | |
|                  | Rhodactis |
|                  | |

|  | Corallimorphus   |
|  |                  |
|  | Corynactis       |
|  |                  |
|  | Pseudocorynactis |
|  |                  |
|  | Rhodactis        |
|  |                  |

## Bildgalleri

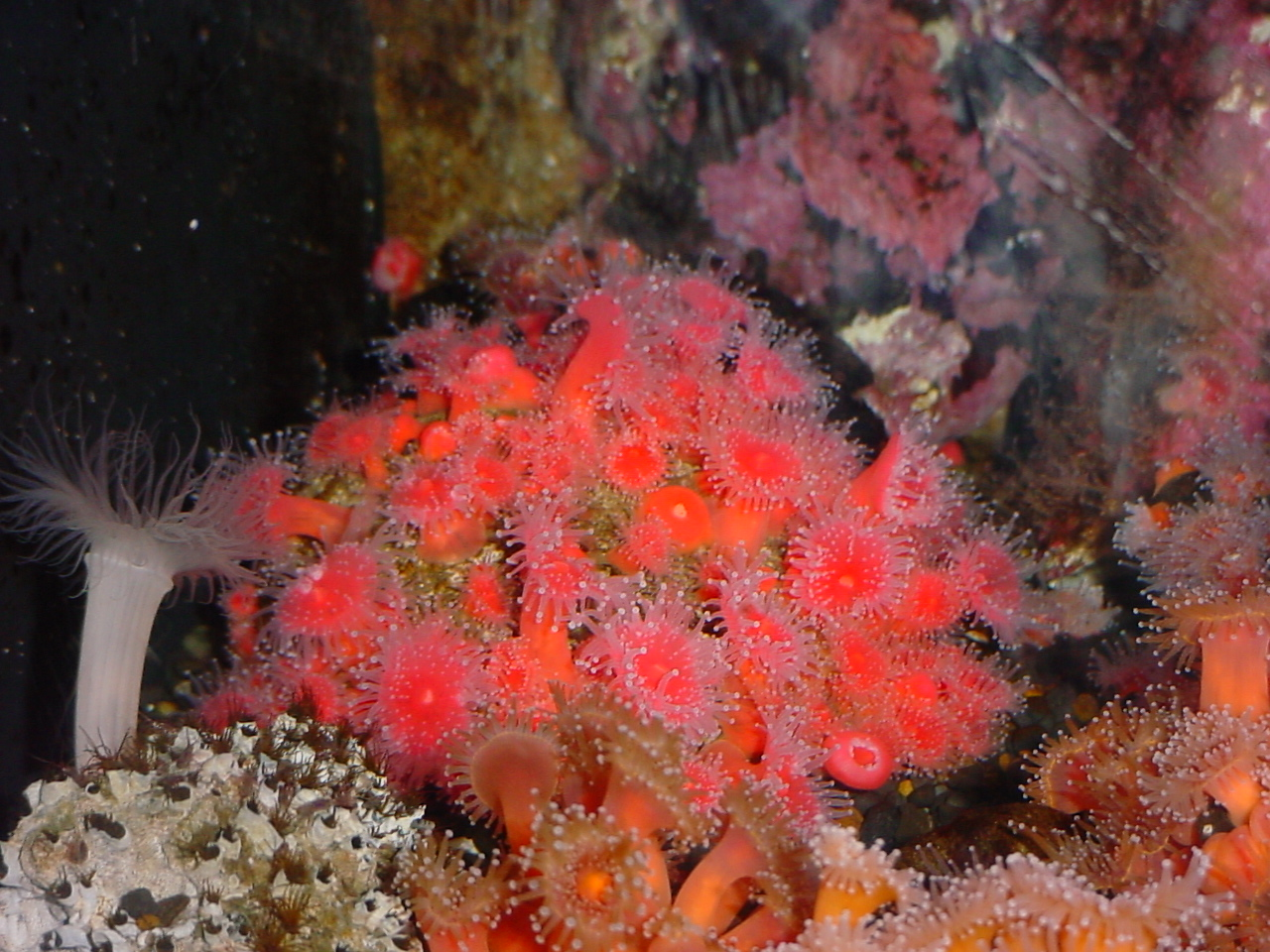
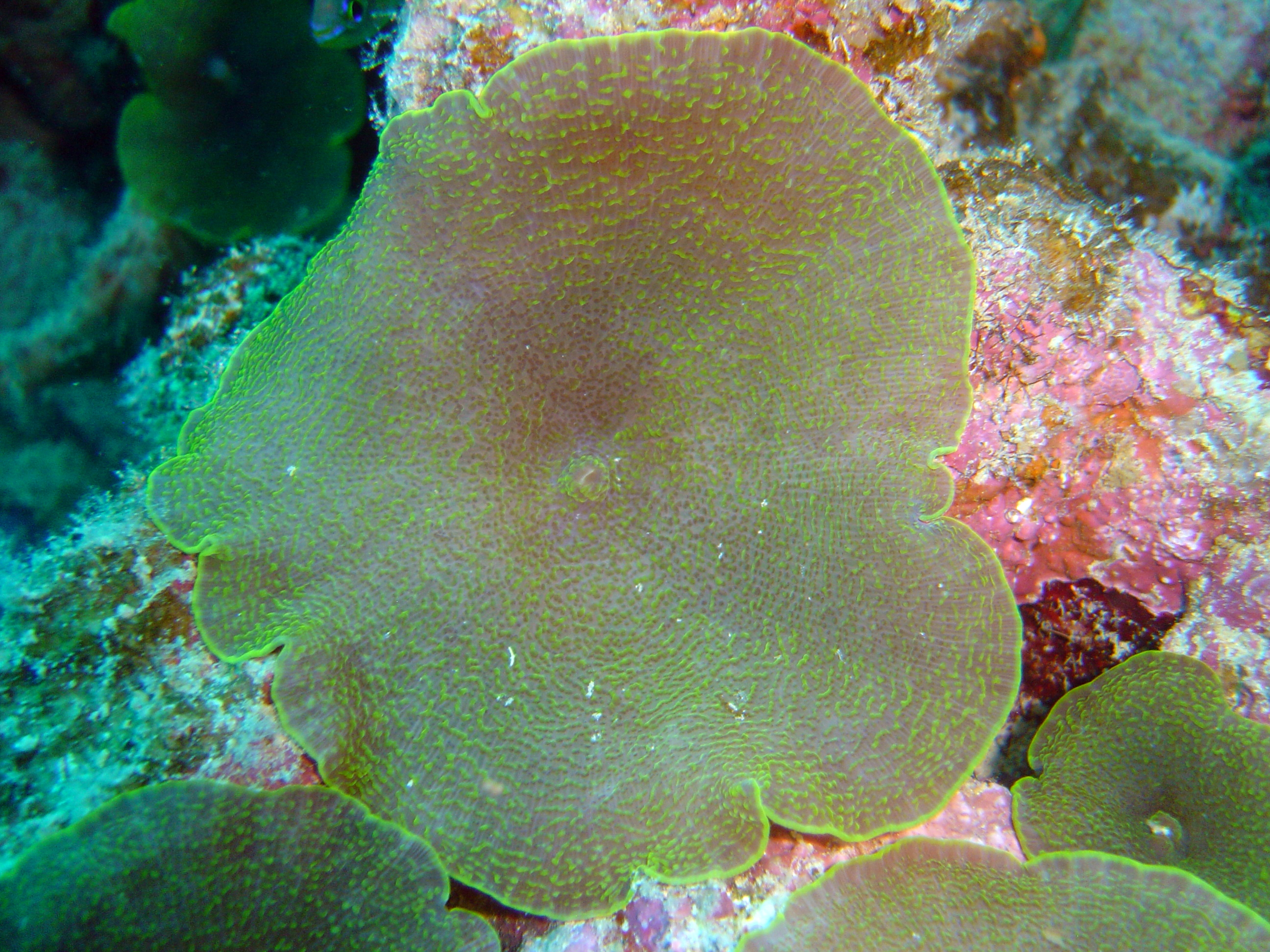